# Psephenotarsis triangularis
Psephenotarsis triangularis là một loài bọ cánh cứng trong họ Psephenidae. Loài này được Arce-Perez năm Arce-Perez & Novelo-Gutierrez miêu tả khoa học đầu tiên năm 2001.